# Olaf Gulbransson
Olaf Leonhard Gulbransson (Oslo, 26 maggio 1873 – Tegernsee, 18 settembre 1958) è stato un artista, pittore e designer norvegese, noto principalmente per le sue caricature e illustrazioni.

## Biografia
A partire dal 1890, lavorò per numerose riviste norvegesi, tra cui Tyrihans, Pluk, Paletten, Fluesoppen, Sfinx e Trangviksposten (tra il 1899 e il 1901). Nel 1900 studiò all'Académie Colarossi di Parigi. Nel 1902 si trasferì in Germania per lavorare alla rivista satirica Simplicissimus a Monaco di Baviera, poiché l'autore Bjørnstjerne Bjørnson, alla ricerca di talenti norvegesi, era in contatto con l'editore Albert Langen. La pubblicità fece aumentare la fama di Gulbransson, e nonostante avesse vissuto in Germania tra il 1923 e il 1927, disegnò per il giornale Tidens tegn, edito a Oslo.
Nel 1929 divenne professore all'Accademia delle belle arti di Monaco di Baviera. Nel 1933 l'Università delle Arti di Berlino organizzò un'esposizione speciale per festeggiare il sessantesimo compleanno di Gulbransson, la quale fu fatta chiudere dal Partito Nazista dopo solo due giorni.
Gli editori di Simplicissimus, Franz Schoenberner e Thomas Theodor Heine, sostenevano che Gulbransson cooperasse attivamente con i nazisti a partire dal 1933, e questa cooperazione fu duramente criticata dallo scrittore Klaus Mann.. Durante la Seconda Guerra Mondiale, dopo che il suo paese d'origine fu occupato dai tedeschi, egli creò delle caricature contro gli Alleati, in particolare contro Winston Churchill. Nel 1941 divenne membro onorario del Verein Berliner Künstler e nel 1942 dell'Accademia di belle arti di Vienna. In occasione del suo settantesimo compleanno, nel 1943 gli fu conferita la Goethe Medaille für Kunst und Wissenschaft e divenne Professore Emerito dell'Accademia delle belle arti di Monaco.
Gulbransson illustrò numerosi libri, tra cui i libri per bambini Det var engang (C'era una volta), che fu pubblicato contemporaneamente in Norvegia e in Germania  (Es war einmal, ed. R.Piper & Co. Verlag, München) nel 1934, e Und so weiter (E così via), pubblicato in Germania nel 1954.
Le vignette di Gulbransson sono caratterizzate da un tratto definito, preciso, e rifiutano l'arte ritrattistica di stile decorativo tipica dell'epoca. Viene considerato dalla maggior parte dei norvegesi uno dei principali caricaturisti del secolo.
Gulbransson è stato sposato tre volte. Dal matrimonio con Grete Jehly, nel 1906, ebbe un figlio, Olaf Andreas Gulbransson, il quale divenne un noto architetto di chiese. Il terzo matrimonio fu con la nipote di Bjørnstjerne Bjørnson, Dagny Bjørnson.
Gulbransson diede il nome all’Olaf Gulbransson Prize, premio che fu vinto da fumettisti come Volker Kriegel e Michael Sowa. Nel 2004 gli artisti Lars Fiske e Steffen Kverneland pubblicarono il libro Olaf G., un fumetto retrospettivo sulla vita di Olaf Gulbransson.